# Presbytis hosei
Presbytis hosei is een zoogdier uit de familie van de apen van de Oude Wereld (Cercopithecidae). De wetenschappelijke naam van de soort werd voor het eerst geldig gepubliceerd door Thomas in 1889.

## Voorkomen
De soort komt voor in het noorden van Borneo in zowel Brunei, als Maleisië, als Indonesië.